# Henning Melber
Henning Melber (22 août 1950 à Stuttgart) est un politologue et sociologue allemand. C'est un africaniste et militant politique germano-namibien et suédois,.

## Biographie

### Jeunesse
Melber a grandi à Esslingen am Neckar et Leutkirch im Allgäu en Bade-Wurtemberg. Il est arrivé en Namibie alors qu'il était adolescent et fils d'immigrants allemands en 1967 et est diplômé en 1970 de l'école privée supérieure allemande de Windhoek (DHPS). Après une année de formation professionnelle de journaliste à l'école de journalisme de Munich, il travaille brièvement en 1972 à la Allgemeine Zeitung à Windhoek. En 1974, il rejoint le mouvement de libération SWAPO. De 1975 à 1989, il a été interdit d'entrer en Namibie et jusqu'en 1993 également en Afrique du Sud. Après l'indépendance de la Namibie (21 mars 1990), il est retourné en Namibie et a déménagé en Suède en 2000.

### Parcours professionnel
Dans les années 1970, Melber étudie les sciences politiques et la sociologie à l’université libre de Berlin et obtient en 1977 un diplôme en science politique. Il obtient son doctorat en 1980 à l'Université de Brême avec une thèse sur L'École et le colonialisme. De 1982 à 1992, il est assistant de recherche au département des sciences sociales de l'Université de Cassel. En 1993, il obtient son habilitation à l'Université de Brême et est nommé maître de conférences en sociologie du développement (venia legendi pour sociologie du développement).

### Offices et fonctions
De 1992 à 2000, il dirige la Namibian Economic Policy Research Unit (NEPRU) à Windhoek. De 1994 à 2000, il est président de la Fondation namibienne-allemande pour la coopération culturelle à Windhoek. De 1996 à 1998, il est également président de l'Association des éditeurs namibiens (ANP). En 2000, il devient directeur de recherche au Nordic Africa Institute à Uppsala, en Suède, où il dirige la Fondation Dag Hammarskjöld de 2006 à 2012, il est actuellement toujours un membre avec voix consultative,.
Depuis 2012, Melber est professeur associé au Département de science politique de l'université de Pretoria en Afrique du Sud. Depuis 2013, il est également professeur associé au Centre d'études sur le genre et l'Afrique de l'université de l'État-Libre (Bloemfontein) en Afrique du Sud et président 2017-2023 de l'European Association of Development Research and Training Institutes (EADI) à Bonn. Depuis 2015, il est chercheur principal à l'Institute of Commonwealth Studies de l'université de Londres.
Melber a également été chercheur invité au Cluster of Excellence: Cultural Foundations of Social Integration à l’université de Constance (avril-mai 2018), Van Zyl Slabbert Visiting Professor à l’université du Cap (octobre/novembre 2018) et chercheur invité à la Bayreuth Academy of Advanced African Studies (université de Bayreuth), (avril-mai 2016).
Henning Melber est marié et a une fille.

## Publications notables
Melber a publié de nombreux livres et plusieurs centaines d'articles sur les problèmes et l'histoire de la Namibie, ainsi que sur d'autres sujets tels que l'internationalisme et le racisme :
- (de) Schule und Kolonialismus: Das formale Erziehungswesen Namibias, Hambourg, 1979.
- (de) Der Weißheit letzter Schluß: Rassismus und kolonialer Blick, Francfort-sur-le-Main, Brandes & Apsel, 1992 (ISBN 3-86099-102-7).
- (de) Namibia – Gesellschaftspolitische Erkundungen seit der Unabhängigkeit, Francfort a. M., Brandes & Apsel, 2015 (ISBN 978-3-95558-109-1).
- (de) Chancen internationaler Zivilgesellschaft, Francfort-sur-le-Main, Suhrkamp, 1993 (ISBN 3-518-11797-1).
- (en) A New Scramble for Africa? Imperialism, Investment and Development, Scottsville, University of KwaZulu-Natal Press, 2009 (ISBN 978-1-86914-171-4).
- (en) The United Nations and Regional Challenges in Africa – 50 Years after Dag Hammarskjöld, Development Dialogue, décembre 2011 (ISBN 978-91-85214-63-1), chap. 57.
- (en) Understanding Namibia, Londres, Jacana Media, 2014 (ISBN 978-0-19-024156-8).
- (en) Völkermord – und was dann? Die Politik deutsch-namibischer Vergangenheitsbearbeitung, Francfort-sur-le-Main, Brandes & Apsel, 2017 (ISBN 978-3-95558-193-0).
- (en) Dag Hammarskjöld, the United Nations, and the Decolonisation of Africa, Londres, Hurst, 2019 (ISBN 978-1-78738-004-2).

## Distinctions
- Conversation Africa Science Communication Award, université de Pretoria en 2020 et 2021, dans la catégorie Science Communication Excellence.
- Internationally acclaimed researcher et B2-scholar, Fondation nationale pour la recherche d'Afrique du Sud (NRF), 2018.